# Doubravka (Pilzno)
Doubravka – część ustawowego miasta Pilzna, położona w jego w północno-wschodniej części. Leży na terenie gminy katastralnej Pilzno 4.